# Chriodes incompletus
Chriodes incompletus là một loài tò vò trong họ Ichneumonidae.